# 李道立
李道立（?—?），唐朝宗室，唐太祖李虎的曾孙，李璋之孙，李韶之子，江夏郡王李道宗之弟。

## 生平
永安壮王李孝基无子，以兄李韶之子李道立为后嗣，封高平郡王，西突厥统叶护可汗向唐朝请求和亲，唐高祖许婚，命高平王李道立至西突厥，统叶护可汗大喜，派遣真珠统俟斤与李道立至长安，献万钉宝钿金带、马五千匹以藉约。东突厥颉利可汗连年入寇，西路阻塞，之后统叶护可汗在国内政变中遇害，和亲未成。武德九年，唐太宗即位，按例降为高平县公。唐高宗永徽初年，李道立官至陈州刺史，在任上去世。

## 子孙
- 子：李景误，蔡国公
- 子：李景淑，毕国公
  - 孙：李孟康，太子左赞善大夫
  - 孙：李仲康，楚州刺史
    - 曾孙：李涛，衢州司士参军
      - 玄孙：李居介
      - 玄孙：李居佐
      - 玄孙：李居正
      - 玄孙：李居敬
      - 玄孙：李居易

  - 孙：李少康，睢阳郡太守、太常卿
    - 曾孙：李涵，尚書右僕射
      - 玄孙：李鲔，陈州长史
        - 李克让，宗正寺主簿
        - 李克逊，新安县尉

      - 玄孙：李鲲
      - 玄孙：李鰅

    - 曾孙：李汗
    - 曾孙：李浓

  - 孙：李少连，宗正少卿
- 子：李景嘉，千牛卫大将军
  - 孙：李令珪
    - 曾孙：李睦，曹蔡二州长史，赠汾颍二州刺史
      - 玄孙：李华，字士谋，润州长史、汝州司马
        - 李季和
        - 李夜光
        - 李举，字宣直，殿中侍御史
          - 李审，洛阳县尉
            - 李淑，字令之，李审长女

          - 李寀
          - 李寰
          - 李寅
          - 李定
          - 李宁

        - 李氏，嫁邢某

  - 孙：李令微